# Thales Underwater Systems
Thales Underwater Systems (anciennement Thomson Marconi Sonar, Thomson Sintra ASM et Thomson CSF DASM) est une filiale du groupe Thales créée en 2001, appartenant à sa division navale et spécialisée dans la fabrication d'équipements d'aide à la navigation.
TUS produit notamment des sonars militaires à l'international. En France, TUS possède un siège à Sophia Antipolis, un établissement à Brest et un autre à Aubagne (PONS). L'entreprise emploie 978 salariés et son chiffre d'affaires net s'établissait à près de 354 millions d'euros en 2008.
Le 2 février 2018, elle fusionne avec la société (absorbante) Thales Systèmes Aéroportés et se trouve radiée du registre du commerce.